# Livingston (Écosse)
Pour les articles homonymes, voir Livingston.
Livingston (Baile Dhùn Lèibhe en gaélique écossais (gd), Leevinston en scots (sco)) est une ville écossaise, capitale administrative du council area du West Lothian. C'est la quatrième ville nouvelle à avoir vu le jour en Écosse après la Seconde Guerre mondiale, la décision de sa création remontant à 1962.

## Géographie
Elle est située à environ 25 km à l'ouest d'Édimbourg et à environ 50 km à l'est de Glasgow. Elle est bordée par les villes de Broxburn au nord-est et Bathgate au nord-ouest.

## Histoire
Livingston est la plus grande ville du comté du West Lothian. Elle a été construite sur le territoire de petits villages déjà existants, Livingston Village, Livingston Station et Bellsquary. Elle a été conçue pour proposer des quartiers bien délimités, notamment les quartiers de Carmondean, Craigshill, Howden, Dedridge, Ladywell, Knightsridge, Murieston, Adambrae, Deans (qui correspond exactement à l'ancien village Livingston Station), Deer Park et Eliburn. Livingston est la 7e ville d'Écosse pour la population, selon les estimations de 2004. Livingston est aussi la deuxième ville la plus peuplée de tout le Lothian, après Édimbourg.
Jusqu'en 1963, l'endroit où est situé Livingston était composé quasi-uniquement de champs openfield. Le nom de Livingston vient de deux villages Livingston Village et Livingston Station qui le tenaient eux-mêmes du nom d'un entrepreneur flamand, appelé De Leving, qui, au XIIe siècle, acheta ces terres et y fit construire une tour en pierre (stone en anglais) autour de laquelle se sont construits progressivement les villages en question. De là est venu le nom Levingstoun, puis Layingston et enfin Livingston.

## Livingston Development Corporation
La création de Livingston découle de la loi sur les villes nouvelles en Écosse, le New Towns Act of 1946, amendé en 1959, et promulgué pour soulager la surpopulation de Glasgow. Livingston est la quatrième ville nouvelle d'une série de cinq, comprenant East Kilbride, Glenrothes, Cumbernauld et Irvine.
Dans le but de la création de Livingston, a été créée une autorité administrative indépendante (quango en anglais), la Livingston Development Corporation. Cette autorité a géré Livingston jusqu'au milieu des années 1990, date à laquelle son mandat a expiré et où Livingston a rejoint de manière classique le conseil du comté du West Lothian. La Livingston Development Corporation était responsable jusqu'alors des grands projets d'urbanisme et a notamment chapeauté la construction du stade de football de la ville, l'Almondvale Stadium. Depuis, cette compétence a été transférée au comté, qui a continué d'entreprendre de grands travaux notamment la construction d'une université et d'un campus, le West Lothian College, terminée en 2001.

## Emploi
Livingston est situé dans une zone historiquement dominée par l'industrie liée au schiste bitumeux, dont la présence de terrils est toujours révélatrice. La création de Livingston a attiré nombre d'entreprises pharmaceutiques et d'industrie légère. Livingston est aussi devenu un centre high tech important dans ce qu'on a pu appeler la Silicon Glen écossaise, en référence à la Silicon Valley. Toutefois, ces activités connurent un début de déclin, avec notamment la fermeture d'usines de Motorola et de NEC. Mais de grandes multinationales sont toujours implantées à Livingston, et parmi les plus grands employeurs de la ville, on peut compter l'opérateur de télévision par satellite britannique British Sky Broadcasting qui y a son plus grand centre d'appel, ainsi que la branche écossaise du National Health Service (l'équivalent de la Sécurité sociale au Royaume-Uni) qui y a son siège pour l'Écosse. Le secteur du commerce est aussi un des grands pourvoyeurs d'emplois à Livingston.

## Sports
Livingston abrite le club de football du Livingston Football Club.

## Personnalités
Le footballeur international Tommy Walker y est né en 1915.